# Przemysław Miarczyński
Przemysław Miarczyński (* 26. August 1979 in Danzig) ist ein ehemaliger polnischer Windsurfer.

## Erfolge
Przemysław Miarczyński nahm viermal an Olympischen Spielen teil. 2000 belegte er in Sydney in der Bootsklasse Mistral den achten Platz, vier Jahre darauf wurde er in Athen Fünfter. Bei den Olympischen Spielen 2008 in Peking kam er in der Bootsklasse RS:X nicht über den 16. Platz hinaus. Seine letzte Olympiateilnahme beendete er 2012 in London mit 60 Punkten hinter Dorian van Rijsselberghe und Nick Dempsey auf dem dritten Platz und gewann somit die Bronzemedaille.
Bei Weltmeisterschaften sicherte sich Miarczyński insgesamt sieben Medaillen. 2003 wurde er in Cádiz Weltmeister und zwischen 2001 und 2014 fünfmal Vizeweltmeister. 2006 belegte er den dritten Platz.
2010 erhielt er das Goldene Verdienstkreuz der Republik Polen.